# Codessos
Codessos ist ein Ort und eine ehemalige Gemeinde (Freguesia) im portugiesischen Kreis Paços de Ferreira. Die Gemeinde hatte 1009 Einwohner (Stand 30. Juni 2011).
Am 29. September 2013 wurden die Gemeinden Codessos, Sanfins de Ferreira und Lamoso zur neuen Gemeinde Sanfins Lamoso Codessos zusammengeschlossen.